# Alexander Villoing
Alexander Villoing, född 12 mars 1808 i Sankt Petersburg, död där 2 september 1878, var en rysk pianist.
Villoing var under 1830-talet en av Moskvas mest ansedda pianister och en mycket eftersökt pianolärare. Han blev Anton Rubinsteins lärare och hade hela äran av hans utbildning; 1840–43 ledsagade han den unge Rubinstein på hans konsertresor. 
Villoing skrev bland annat en pianoskola och en pianokonsert. Han invaldes 1859 som ledamot av Kungliga Musikaliska Akademien i Stockholm.